# لاو ۴۰۹۱
سیارک ۴۰۹۱ (به انگلیسی: 4091 Lowe، نامگذاری:1986TL2) چهار هزار و نود و یکمین سیارک کشف شده‌است که در ۷ اکتبر ۱۹۸۶ کشف شد.
قدر مطلق سیارک برابر ۱۰٫۹۰ است.